# Dziki księżyc
Dziki księżyc (hiszp. Luna salvaje, ang. Wild moon) – argentyńska telenowela składająca się ze 151 odcinków.

## Fabuła
Leticia i Gonzalo są małżeństwem od kilku lat. Mieszkają w wielkiej, luksusowej rezydencji w Buenos Aires wraz z ojcem Leticii, Gerardem, i służbą, wśród której ważne miejsce zajmuje, będąca prawie członkiem rodziny, pokojówka Trini. Gerardo jest właścicielem, przynoszącej olbrzymie zyski, firmy, zajmującej się produkcją odzieży. Prezesurę nad nią sprawuje Leticia. Gonzalo natomiast jest architektem i prowadzi własną działalność. Rodzinie powodzi się bardzo dobrze.
Gonzalo i Leticia sprawiają wrażenie idealnego małżeństwa. Do pełni szczęścia brakuje im tylko potomka. Niestety, pomimo długotrwałych starań i leczenia, nie udaje im się osiągnąć wymarzonego celu. Wprawdzie para miała kilka lat wcześniej adoptowanego syna, Matiasa, ale zginął on w wypadku samochodu, który prowadziła Leticia. Kobieta wie, że dziecko pomogłoby jej zatrzymać przy sobie męża, który coraz częściej ją zdradza. Zdesperowana, postanawia zatrudnić kobietę, która urodzi jej i Gonzalowi syna. Wśród kilku kandydatek Leticia wybiera młodą i piękną Marię, która zgłasza się do pracy z myślą, że dotyczy ona sprzątania.
Maria pochodzi z ubogiej rodziny, a potrzebuje pieniędzy na leczenie ciężko chorego, 12-letniego brata, Diego. Jej mąż, Juan, jest alkoholikiem i często stosuje wobec niej przemoc. Początkowo niechętna ofercie Leticii, pod wpływem widoku pogarszającego się stanu brata i możliwości odejścia od okrutnego męża, Maria zgadza się urodzić dziecko Gonzala. Na początek zostaje jednak pokojówką i zamieszkuje wraz z Diegiem w rezydencji. Maria i Gonzalo poznają się i powstaje między nimi sympatia, która z czasem przeradza się w coś więcej.
Nieoczekiwanie do domu Leticii przyjeżdża jej starsza siostra, Paula, razem z nastoletnią córką, Mirandą. Leticia wie o dawnym romansie Pauli i Gonzala, dlatego obawia się, że Miranda może być jego córką, mimo iż jej siostra twierdzi, że ojcem dziewczyny jest jej dawny kochanek, Agustin. W związku z przybyciem Pauli odkryta zostaje także inna tajemnica. Okazuje się, że Leticia jest tylko przyrodnią siostrą Pauli. Paula jest jedyną córką nieżyjącej Delfiny, którą dotąd Leticia uważała za matkę. Leticia jest owocem zdrady, romansu Gerarda z pokojówką, Trini. Leticia
zaczyna rozumieć, dlaczego Delfina zawsze ją odrzucała, czuje niechęć do Trini.
Między Marią i Gonzalem rodzi się wielkie uczucie. Leticia, świadoma tego, że mąż odsuwa się od niej, wszelkimi środkami stara się zatrzymać go przy sobie. Jest to jednak bezskuteczne, gdyż Gonzalo chce się rozwieść, by móc ułożyć sobie życie z Marią. Wkrótce Maria zachodzi w ciążę, lecz nie zamierza dotrzymać dawnej obietnicy i oddać dziecka Leticii. Pragnie wychować je wspólnie z Gonzalem. W tym samym czasie Leticia ogłasza, że również spodziewa się dziecka.
Mijają miesiące. Zbliża się dzień porodu. W trakcie imprezy Maria dostaje skurczów porodowych i jedzie do kliniki. Tego samego dnia Leticia mówi swojej matce, Trini, że nie jest i nigdy nie była w ciąży, ponieważ jest bezpłodna, a całe dziewięć miesięcy udawała. Kiedy jednak dowiaduje się, że Maria jest już w klinice, zaczyna symulować także swój własny poród. Maria rodzi syna, po chwili jednak lekarz przekazuje jej tragiczną wiadomość – jej dziecko zmarło na skutek wrodzonej wady serca. W tym samym czasie lekarz przybywa do domu Leticii. W torbie przenosi noworodka, w rzeczywistości zdrowego syna Marii, którego matką ma stać się teraz Leticia.
Maria jest w szoku, z czasem zaczyna uważać syna Leticii, małego Gonzalita, za swojego. Jest traktowana jak szalona i zostaje przymusowo poddana leczeniu. Tymczasem Gonzalo otrzymuje list od pielęgniarki, która asystowała przy porodzie Marii. Kobieta wyjawia w nim całą prawdę o oszustwie doktora i Leticii. Gonzalo jedzie do Marii, by powiedzieć jej o tym, czego się dowiedział. Niestety, w drodze dochodzi do wypadku. Gonzalo trafia do szpitala. Tam okazuje się, że na skutek urazu cierpi na amnezję. Leticia zabiera go do domu. Dzięki chorobie, może w dowolny sposób kształtować jego rzeczywistość. List pielęgniarki znajduje Trini i chowa go w swoim pokoju.
Maria chce przypomnieć Gonzalowi o wszystkim, ale Leticia mówi jej, że Gonzalo mógłby dostać wstrząsu i umrzeć. Leticia zgadza się zatrudnić Marię jako nianię dla Gonzalita. Gonzalo na nowo poznaje Marię i po raz drugi się w niej zakochuje. Maria mówi mu o ich związku. Gonzalo powoli przypomina sobie wcześniejsze chwile. Leticia, widząc, że miłość Marii i Gonzala na nowo rozkwita, wpada w coraz większą desperację.
Wkrótce Maria poznaje dziewczynę, Julietę, która także straciła dziecko, rodząc w tym samym szpitalu. Julieta twierdzi, że jej dziecko żyje, a lekarz, który odbierał poród, oddał je innej parze. To wzbudza nadzieje Marii. Kobieta idzie na spotkanie z wróżką, Sashą, która już w pierwszej chwili gratuluje jej ślicznego syna. Maria jest zdezorientowana. Pewnej nocy wraz z przyjacielem wybiera się na cmentarz i odkopuje trumnę swego dziecka. Tam odkrywa coś strasznego – w trumnie zamiast ciała niemowlęcia znajdują się stare szmaty. Maria ma teraz pewność, że jej syn nie zmarł w szpitalu. Podejrzewa, że ma go Leticia. Otwarta walka z nią wydaje się niestety zbyt ryzykowna, ponieważ jest ona bardzo niebezpieczną kobietą.
Sasha, z którą zaprzyjaźnia się Maria, wyczuwa, że dziewczynie grozi niebezpieczeństwo ze strony Leticii. Wkrótce Leticia wynajmuje morderców, by pozbyć się Marii. Ci jednak mylą się i zamiast Marii wrzucają pod pociąg jej koleżankę. Ma ona przy sobie pożyczoną od Marii torbę z jej dokumentami. Wszyscy myślą, że Maria popełniła samobójstwo. Teraz zmuszona jest ukrywać się, bo wie, że Leticia jest zdolna do wszystkiego. Gonzalo jest wstrząśnięty śmiercią ukochanej. Po pewnym czasie dowiaduje się jednak, że żyje i pomaga jej się ukrywać. Leticia jest zadowolona, że w końcu pozbyła się rywalki. Niestety, niedługo potem odkrywa całą prawdę. Życie Marii ponownie jest w niebezpieczeństwie.
Gonzalo zaczyna domyślać się, że Leticia coś ukrywa, i że zastraszona Trini zna jej sekret. Przeszukuje pokój służącej i po raz drugi znajduje ukryty list. Odkrywa prawdę i przypomina sobie wszystkie fakty sprzed wypadku. Doznaje jednak wstrząsu na skutek nagłego odzyskania pamięci. Leżącego w salonie z listem w ręku, znajduje Miranda. Z listu dowiaduje się o wszystkim, mroczna tajemnica wychodzi na światło dzienne. Gonzalo trafia do szpitala. Leticia ucieka przed policją, która dowiaduje się o jej zbrodniach, m.in. zabójstwie Juana, byłego męża Marii, z którym wcześniej spiskowała.
W szpitalu Leticia próbuje zabić leżącego w śpiączce Gonzala, jednak nie udaje jej się to. Gonzalo wybudza się, jest przy nim Maria. Są szczęśliwi, ale wiedzą, że nie mogą być spokojni, dopóki Leticia jest na wolności. Ta tymczasem ma nowy plan. Doktor daje jej płyn, po którego spożyciu przez kilkanaście godzin ma wyglądać jak martwa. Leticia ma go spożyć, by oszukać wszystkich, że nie żyje, a kiedy po pogrzebie wybudzi się, doktor ma pomóc jej wydostać się z grobu. Tak też się dzieje. Kobieta popełnia samobójstwo, po czym zostaje pochowana w rodzinnej krypcie. Jednak doktor nie zamierza dłużej pomagać Leticii i nie wybiera się do grobowca. Na pomoc kobiecie przychodzą złodzieje, którzy dowiedziawszy się o kosztownościach schowanych w trumnie Leticii, postanawiają je wykraść. W tym samym czasie Leticia budzi się i wydostaje z grobu.
Maria i Gonzalo biorą ślub, są bardzo szczęśliwi. Wszystkie poboczne wątki zostają pozytywnie rozwiązane. Okazuje się, że ojcem Mirandy naprawdę jest Agustin, z którym Paula ponownie się wiąże. Maria i Gonzalo wyjeżdżają w podróż poślubną nad morze. Sasha nagle dzwoni do Marii i ostrzega ją, by uważała, żeby morze jej nie zahipnotyzowało, po czym umiera, wyczerpana ciężką chorobą. Gonzalo wraca na chwilę do hotelu i zostawia Marię samą na pomoście. W tej chwili zjawia się Leticia, która próbuje zepchnąć ją do wody. Kobiety walczą. Wraca Gonzalo, który pomaga Marii. Leticia spada w przepaść, ale mężczyzna łapie ją w ostatniej chwili. Leticia nie chce już żyć, żegna się z Gonzalem, po czym puszcza jego dłoń. Ginie, tym razem na pewno. Maria i Gonzalo odchodzą razem.

## Wersja polska
W Polsce telenowela była emitowana po raz pierwszy przez telewizję Polsat od 30 maja 2001 do 15 stycznia 2002.
- Opracowanie wersji polskiej: Start International Polska
- Tekst: Marta Śliwińska
- Czytał: Jacek Brzostyński

## Obsada
- Gabriel Corrado - Gonzalo Guelar
- Carina Zampini - María Méndez
- Millie Stegmann - Leticia Flores de Guelar
- Gustavo Guillén - Agustín Ferrando
- Pepe Novoa - Gerardo Flores
- Patricia Echegoyen - Paula Flores de Ferrando
- Melina Petriella - Miranda Ferrando Flores
- Florencia Peña - Ana Morones
- Emilio Bardi - Ignacio 'Nacho'
- Fabiana García Lago - Roxana 'Roxi'
- Esteban Coletti - Javier
- Florencia Bertotti - Sol
- Emiliano Fernández - Diego Méndez
- Lidia Leonor Catalano - Trinidad 'Trini' Álvarez de Flores
- Horacio Erman - Juan Ledesma
- Alicia Aller - Angelica
- Eduardo Nutkiewitz - dr Frutos
- Catalina Artusi - Yanina
- Fausto Collado - inspektor Marzoa
- Ezequiel Rodríguez - Alejandro 'Alejo' Aguilar
- Tuqui - Julio Morones
- Daniel Kuzniecka - Lucas
- Juan Ponce de León - Ramiro Arismendi alias Ramiro Aguirre
- Rubén Stella - Carlos Aguilar
- Diego Varzi - Octavio
- Adrián Yospe - Marcelo
- Betty Villar - Teresa